# Seznam rábských biskupů
Seznam biskupů rábské diecéze od jejího založení v roce 1009 až po současnost.

## Seznam
- Modest (1009–1037)
- Mikuláš I. (asi 1051- asi 1055)
- Hartvík
- Jiří (1111–1118)
- Ambrož (1124–1125/1131)
- Petr I. (1134–1135)
- Pavel (1137–1138)
- Zacheus (1142–1146)
- Izbeg (1150– asi 1156)
- Gervasius (1156–1157)
- Ondřej I. (před 1176)
- Mikud (1176–ca 1186)
- Ugrin Csák (ca 1188–1204)
- Petr II. (1205–1207)
- Cosmas (1219–1222)
- Gergely (1223–1241)
- Benedikt Osl (1243–1244)
- Artolf (1245–1251)
- Amadeus II. (1254–1267)
- Farkaš Beic (1268–1269)
- Denis (1270–1285)
- Ondřej II. (1291–1293)
- Tivadar Tengerdi (1295–1308)
- Mikuláš II. Kőszegi (1308–1336)
- Koloman Raabský (1336–1375)
- Jan I. Surdiský (1375–1376)
- Petr II. Siklósi (1376–1377)
- Vilém (1378–1386)
- Tomáš (1386)
- Jan I. Hédervári (1386–1415)

Sede vacante
- Kelemen Molnár (1417–1438)
- Benedikt Mihályfia (1439–1444)
- Ágoston Salánki (1445–1466)
- Demeter Csupor Monoszlói (1466–1480)
- Orbán Dóczy von Nagylúcse (1481–1486) (též biskup jágerský a administrátor vídeňský)
- Tamás Bakócz (1486–1491) (také arcibiskup ostřihomský)
- Ferenc Szatmári[1] (1495–1509)
- János Gosztonyi[2] (1510–1524)
- Balázs Paksy (1525–1526)
- František Ujlaky (1540–1554) (také biskup egerský)
- Pál Gregoriáncz[3] (3. srpna 1554 až 1565)
- Zakariás Delfini[4] (1. listopadu 1565 až 31. ledna 1573) administrátor
- János Liszthi (1573–1578)
- Juraj (Georg, György) Drašković (1578–1587)
- Péter Heresinczy[5] (26. října 1587 až 10. června 1590)
- János Kutassy[6] (23. září 1592 až 1597)
- Márton Pethe[7] (1598 až 3. října 1605)
- Demeter Naprághy (1606–1619)
- Bálint Lépes[8] (29. března 1619 až 26. dubna 1623)
- Miklós Dallos[9] (5. května 1623 až 17. února 1630)
- István Sennyey[10] (25. února 1630 až 22. října 1635)
- György Drašković (1635–1650)
- János Püsky (1651–1657)
- György Szécsényi (1658–1685)
- Leopold Karel z Koloniče (1685–1695) (také arcibiskup ostřihomský a kaločský)
- kardinál Kristián August Saský (1696–1725) (také arcibiskup ostřihomský)
- Filip Ludvík ze Sinzendorfu (1726–1732) (také biskup vratislavský)
- Adolf Groll (1733–1743)
- Ferenc Zichy (1743–1783)
- József Batthyány (1783-1799)
- Jozef Ignác Wilt (1806–1813) (také biskup bělehradský)
- Sede vacante
- Arnošt ze Schwarzenbergu (1818–1821)

Sede vacante
- János Sztankovits (1838–1848)

Sede vacante
- Anton (Antal) Karner[11][12] (7. ledna 1850 až 30. září 1856)
- János Simor (1857–1867) (rovněž arcibiskup ostřihomský)
- Miklós Széchenyi (1901–1911)
- Árpád Lipót Várady (1911–1914)
- Antal Fetser (1915–1933)
- István Breyer (1933–1940)
- blahoslavený Vilmos Apor (1941–1945)
- Kálmán Papp (1946–1966)
- József Bánk (1966–1968)
- József Kacziba (1968–1975)
- Kornél Pataky (1976–1991)
- Lajos Pápai (od 1991-dosud)